# Othis
Othis ist eine französische Gemeinde mit 6741 Einwohnern (Stand: 1. Januar 2022) im Département Seine-et-Marne in der Region Île-de-France; sie gehört zum Arrondissement Meaux und zum Kanton Mitry-Mory.
Die Einwohner werden Othissois(es) genannt.

## Geographie
Othis liegt an der Grenze zum Département Oise, rund 30 Kilometer nordöstlich von Paris.

### Nachbargemeinden
Umgeben ist Othis von den Gemeinden Ver-sur-Launette im Norden, Ève im Nordosten und im Osten, Dammartin-en-Goële im Südosten und im Süden, Longperrier im Süden, Moussy-le-Vieux im Südwesten, Moussy-le-Neuf im Westen sowie Mortefontaine im Nordwesten.

### Gemeindegliederung
Die Gemeinde Othis besteht neben dem Hauptort aus den Ortschaften Beaumarchais, Guincourt, Beaupré, La Jalaise und Les Huants.

## Bevölkerungsentwicklung
| Jahr      | 1962 | 1968 | 1975 | 1982 | 1990 | 1999 | 2006 | 2011 | 2022 |
| Einwohner | 269  | 260  | 3343 | 5099 | 5591 | 6479 | 6501 | 6458 | 6741 |

## Sehenswürdigkeiten
- Kirche Nativité de la Vierge, auch Kirche Notre-Dame, im 14. Jahrhundert errichtet, seit 1875 Monument historique

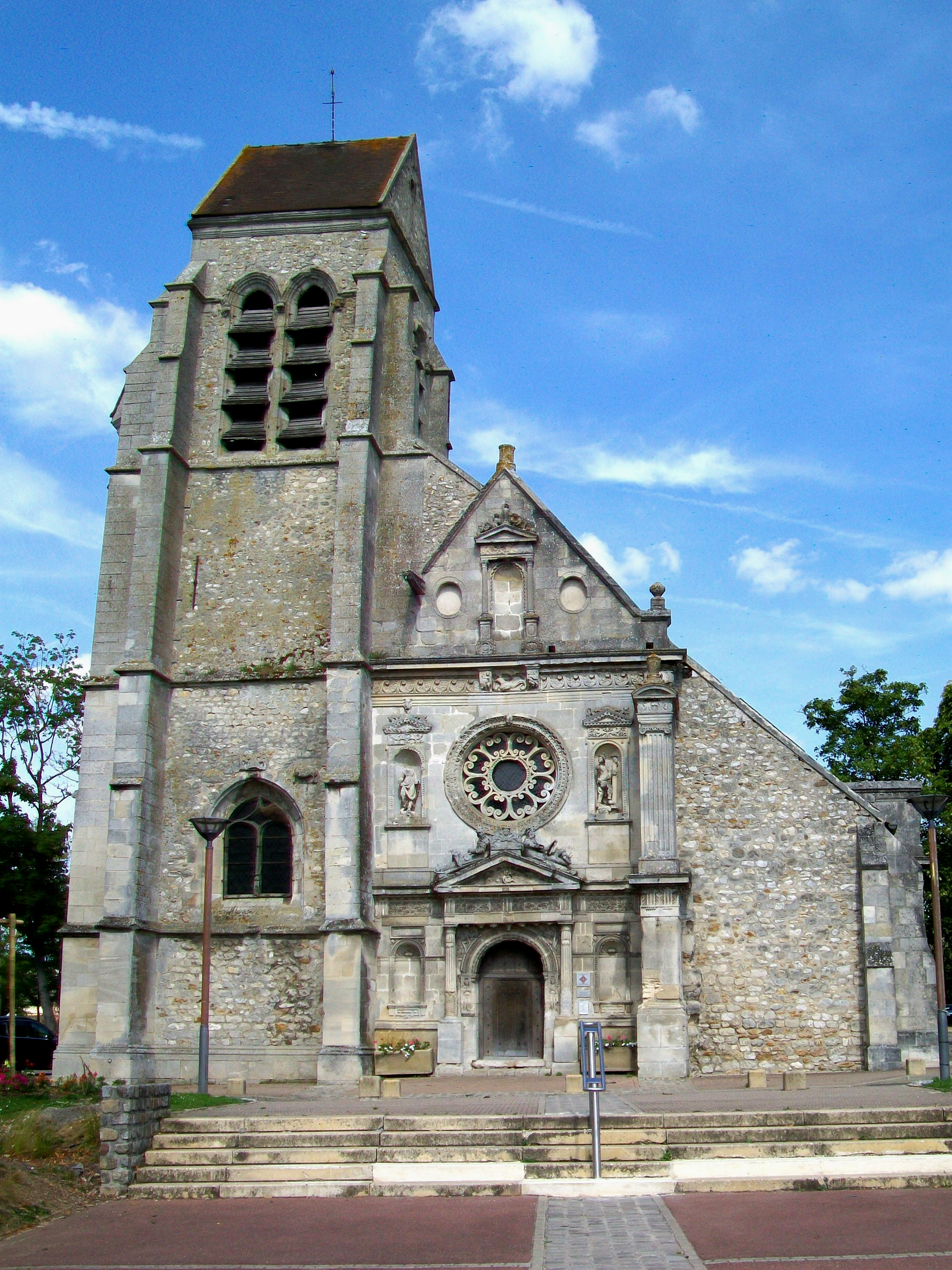
Kirche Nativité de la Vierge

## Persönlichkeiten
- Eustache de Beaumarché (auch: Eustache de Beaumarchés, um 1235–1294), Seneschall von Toulouse